# Judas Game
Judas Game (später in J-Game umbenannt) war eine Fernsehsendung auf kabel eins. Die Sendung lief zuvor bereits erfolgreich in den Niederlanden und wurde von Endemol produziert.

## Das Spiel
Sechs Kandidaten treten gegeneinander an, mit der Aussicht 20.000 € bzw. 40.000 € zu gewinnen. Die Teilnehmer erzählen sich in der Show, warum sie das Geld am dringendsten benötigen. Meist handelt es sich bei den Geschichten um schwere Schicksalsschläge. Unter den Spielern befindet sich immer mindestens ein Lügner (der „Judas“). Ziel ist es herauszufinden, wer die Wahrheit sagt. Im sogenannten Verschwörungszimmer können sich jeweils zwei Kandidaten unbehelligt von den anderen besprechen. Es besteht die Möglichkeit Allianzen zu bilden oder auch die Teilnehmer gegeneinander auszuspielen.
Am Ende einer Runde erfolgt die Abstimmung. Jeder Spieler schreibt den Namen der Person auf eine Tafel, die er nicht länger in der Show dabei haben möchte. Die Tafeln werden dann umgedreht, wer die meisten Stimmen erhält muss gehen.
Das geht so lange bis nur noch zwei Kandidaten übrig bleiben. Sie müssen unabhängig voneinander eine Wahl treffen. Auf ihren Tafeln befinden sich zwei Möglichkeiten zum Ankreuzen:
- Teilen: Falls beide dieses Feld ankreuzen, erhalten die Finalisten je 20.000 €
- Nicht teilen: Falls nur einer dieses Feld ankreuzt, erhält dieser 40.000 €. Der Andere geht komplett leer aus. Setzen beide ihr Kreuz an dieser Stelle, gewinnt keiner.[1]

## Kritik und Umbenennung
Charlotte Knobloch vom Zentralrat der Juden in Deutschland kritisierte die Sendung bereits vor der Erstausstrahlung: „Die Auswahl des Titels (...) für eine Spielshow im Kabel 1 Fernsehen ist instinktlos und birgt die akute Gefahr verbaler Brandstiftung“, es würden „latent vorhandene, antisemitische Ressentiments“ angesprochen.
Die Bayerische Landeszentrale für neue Medien hatte dem Sender daraufhin die Ausstrahlung der Sendung unter dem ursprünglichen Titel untersagt. Da die Folgen bereits abgedreht waren, musste die Tonspur manipuliert werden. Immer wenn das Wort „Judas“ ausgesprochen wurde, hörte man dies nur verzerrt. Im Vorspann wurde das Logo gepixelt. Die Zuschauer wurden per Laufband am unteren Bildrand über das Verbot der Landeszentrale informiert.
Kabel eins entschied sich schließlich die Sendung in „J-Game“ umzubenennen. Aufgrund mäßiger Einschaltquoten wurde die Sendung nach einer Staffel eingestellt.

## Trivia
Das Format wurde als „Judas Game“ in mehrere Länder verkauft (u. a. Argentinien, Israel, Polen und Türkei).
In der Sendung Die beste Show der Welt wurde 2016 ein ähnliches Konzept für das Spiel Hart aber Unfair verwendet. Hier ging es im Ausschlussverfahren allerdings darum, wer der unbeliebteste (unsportlichste, dümmste usw.) Teilnehmer ist. Statt Teilen und Nicht teilen wurde zwischen Risiko und Sicherheit entschieden. Kandidat Marvin gewann einen Gesamtbetrag von 8.000 €, Mitspielerin Julia ging leer aus.